# Tarasa Ševčenka (stanice metra v Kyjevě)
Tarasa Ševčenka (ukrajinsky Тараса Шевченка) je stanice kyjevského metra na Obolonsko-Teremkivské lince.
Plánuje se zde přestup na linku 4. Podilsko-Vyhurivskou do stanice Podilska.

## Charakteristika
Stanice je trojlodní, pilíře jsou obloženy šedým mramorem. Na konci nástupiště se nachází schody vedoucí do podzemní chodby s pokladnou pod ulicí Mežyhirská.
Dříve se počítalo že pilíře budou obloženy bílým mramorem, ale kvůli nedostatku bílého mramoru se použil šedý.